# Eduard Klemm
Eduard Klemm (* 2. September 1838 in Greußen, Schwarzburg-Sondershausen; † 23. September 1926 in Langensalza, Provinz Sachsen) war ein deutscher Rittergutsbesitzer und Reichstagsabgeordneter.

## Leben
Klemm besuchte das Gymnasium in Sondershausen und die Universitäten Bonn und Berlin. 1860 schloss er sich dem Corps Rhenania Bonn an. Er wurde Landwirt und bewirtschaftete das Rittergut Freienbessingen im Kreis Langensalza. Weiter war er  Amtsvorsteher, Mitglied des Kreistages, des Kreisausschusses und Kreisdeputierter. 1893–1898 war er Mitglied des Deutschen Reichstags für den Wahlkreis Regierungsbezirk Erfurt 3 (Landkreis Mühlhausen i. Th., Landkreis Langensalza, Landkreis Weißensee) und die Deutsche Reichspartei. Zwischen 1899 und 1913 war er auch Mitglied des Preußischen Abgeordnetenhauses.